# Soda inermis
Soda inermis Fourr., 1869 è una pianta appartenente alla famiglia Amaranthaceae,  comunemente nota con vari nomi tra cui agretto, barba di frate, barba del Negus, miniscordo, lisco o riscolo.
È una pianta dai molteplici usi; è commestibile e viene perciò largamente usata in cucina e veniva inoltre usata, in passato, quale importante fonte di soda, che veniva estratta dalle sue ceneri dopo combustione.
È una specie di piccole dimensioni (massimo 70 centimetri), annuale, e possiede foglie e fusto succulenti. È una pianta alofita, e in quanto tale richiede dei suoli ricchi di sale; cresce abitualmente nelle zone costiere ed è originaria del bacino del Mediterraneo. Il suo ciclo di vita è annuale ed è disponibile sul mercato nel periodo primaverile ed estivo precoce.

## Descrizione
Questa pianta annuale succulenta forma piccoli cespugli che possono crescere fino ai 70 cm di altezza; possiede foglie e fusto generalmente tendente al rosso. Produce dei piccoli fiori che formano infiorescenze e che spuntano direttamente dal fusto, alla base delle foglie.

## Distribuzione e habitat
La specie è nativa dell'Eurasia e del Nord Africa, ed è conosciuta soprattutto in Italia (in particolare in Sicilia) e Spagna, dove in passato si incentrava la sua coltivazione; è diffusa anche sulla costa atlantica dell'Europa ed è stata importata anche negli Stati Uniti, paese in cui sta diventando una specie invasiva, specialmente nei suoli salini della California. Esistono evidenze che il suo areale si stia estendendo anche all'America del sud.

## Usi industriali: la produzione della soda
In passato, la combustione delle piante di S. inermis era uno dei principali metodi di ottenere il carbonato di sodio, la soda. Questo è un composto alcalino che veniva utilizzato, fra l'altro, per la lavorazione del vetro, per la produzione del sapone e per altri vari scopi. Dalle ceneri risultanti dalla combustione di S. soda, con opportuna lavorazione si può ottenere soda in percentuale pari al 30%.
Le piante di questa specie tendono ad accumulare sodio in presenza di suoli ricchi di sali; in questo modo i loro tessuti arrivano a possedere un'alta concentrazione di ioni sodio. Quando la pianta viene bruciata, l'anidride carbonica che si produce reagisce, presumibilmente, con il sodio e forma il bicarbonato.
È sorprendente trovare una concentrazione di sodio più elevata rispetto a quella di potassio nei tessuti vegetali; il primo elemento è solitamente tossico, mentre il secondo è essenziale per i processi metabolici delle piante. Pertanto, la maggior parte delle piante, e in particolare la maggior parte delle piante coltivate subiscono danni quando vengono piantate in terreni salini. S. inermis e le altre piante coltivate per la produzione di soda sono alofite che tollerano terreni molto più salini rispetto e possono prosperare anche con densità di sodio nei loro tessuti molto più elevate. 
Queste piante sono state un'importante -se non essenziale- fonte di soda per usi industriali fino all'inizio del XIX secolo; in particolare la Spagna possedeva larghe coltivazioni di S. inermis (chiamata barrilla in spagnolo) atte alla produzione di questo composto. L'introduzione, agli inizi dell'Ottocento, di nuovi e più convenienti processi di produzione della soda, quale il processo Leblanc, che permetteva di ottenerla dal calcare e dall'acido solforico, mise fine all'utilizzo industriale delle piante alofite.

## Usi alimentari

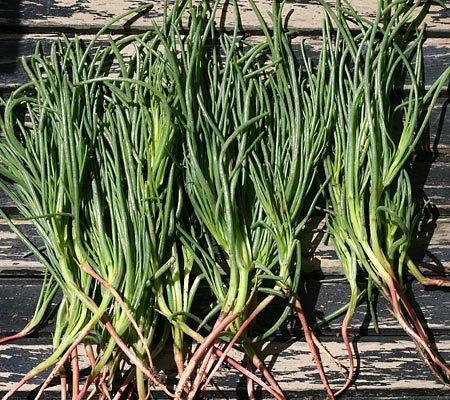
Mazzetti di barba del frate appena colti.

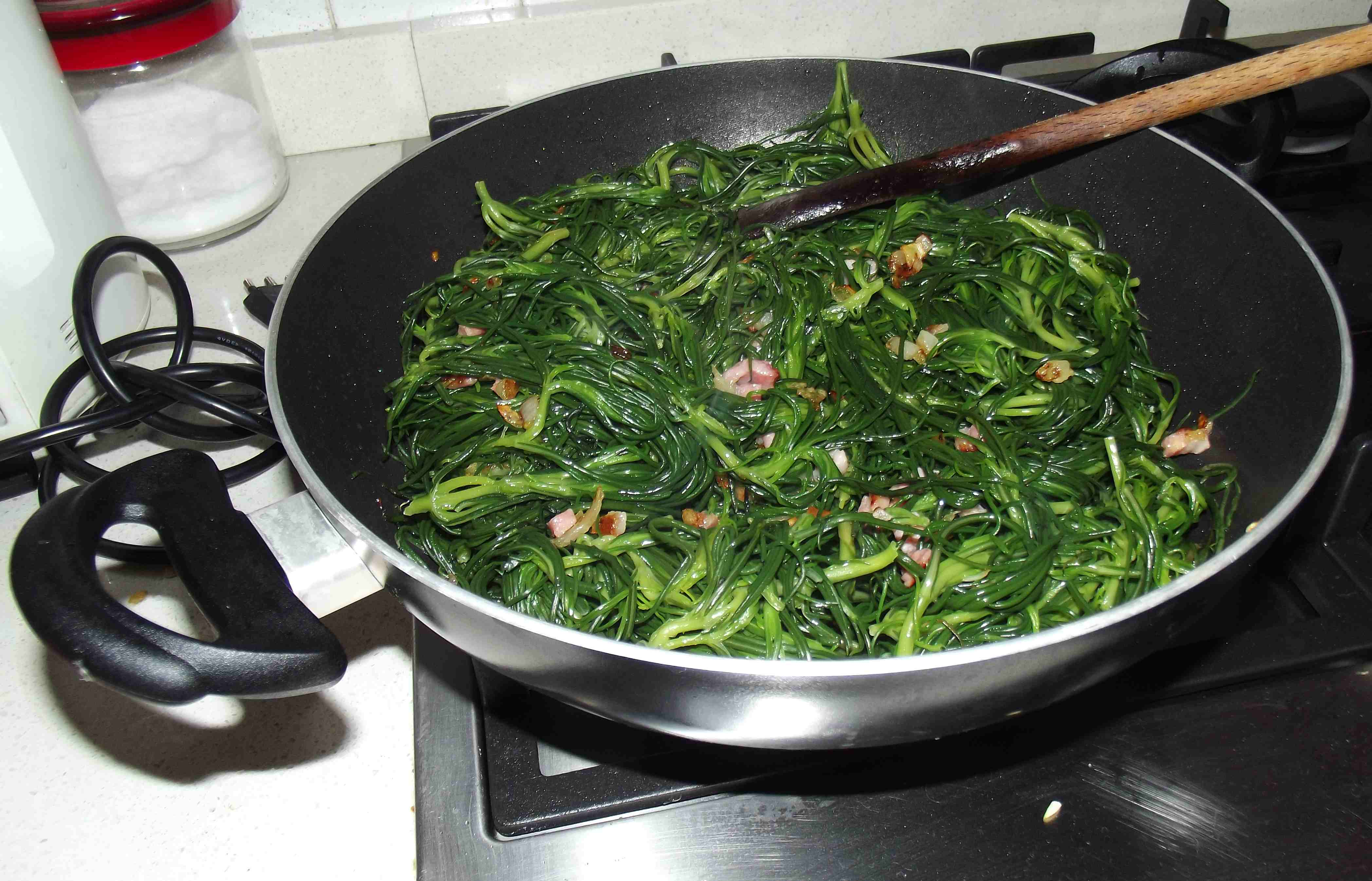
Barbe del frate saltate con cipolla e pancetta.

Le foglie e i fusti di S. inermis sono commestibili e, principalmente le piantine giovani e i germogli, largamente usate in cucina. La pianta è utilizzata soprattutto nella dieta mediterranea, e in particolare in Italia (dove è una verdura nota con il nome di barba del frate o agretti) e in Spagna (dove è nota con il nome di barrilla). È diffusa anche nella cucina anglosassone, dove viene chiamata con il nome italiano di agretti. In Romagna viene popolarmente chiamata "lischi" o "liscari". Nelle Marche è nota come "rospici", "roscani" o "arescani". In Umbria invece prende il nome di "riscoli".